# A l'entrada del temps clar
 (mai 2021).
A l'entrada del temps clar est une ballade occitane qui aurait été écrite au XIIe siècle. La chanson est référencée dans le recueil chansonnier français dit de Saint-Germain-des-Prés,.
Plusieurs éditions des paroles et de la mélodie ont été publiées. Parmi les nombreuses versions enregistrées, on peut noter celle des Sacqueboutiers, celle de Pierre Hamon ou celle d'Angelo Branduardi.

## Paroles
| Occitan | Français |
| A l'entrada del temps clar, eya Per jòia recomençar, eya E per jelós irritar, eya Vòl la regina mostrar Qu'el' es si amorosa A la vi', a la via, jelós, Laissatz nos, laissatz nos Balar entre nos, entre nos. El' a fait pertot mandar, eya Non sia jusqu'à la mar, eya Piucela ni bachalar, eya Que tuit non vengan dançar En la dansa joiosa. A la vi', a la via, jelós, Laissatz nos, laissatz nos Balar entre nos, entre nos. Lo reis i ven d'autra part, eya Per la dança destorbar, eya Que el es en cremetar, eya Que òm no li vòlh emblar La regin' aurilhosa. A la vi', a la via, jelós, Laissatz nos, laissatz nos Balar entre nos, entre nos. Mais per nïent lo vòl far, eya Qu'ela n'a sonh de vielhart, eya Mais d'un leugièr bachalar, eya Qui ben sapcha solaçar La dòmna saborosa. A la vi', a la via, jelós, Laissatz nos, laissatz nos Balar entre nos, entre nos. Qui donc la vezés dançar, eya E son gent còrs deportar, eya Ben pògra dir de vertat, eya Qu'el mont non aja sa par La regina joiosa. A la vi', a la via, jelós, Laissatz nos, laissatz nos Balar entre nos, entre nos | A l'arrivée du beau temps, eya, Pour ramener la joie, eya, Et pour irriter les jaloux, eya, La reine souhaite montrer combien elle est amoureuse. En route, en route, les jaloux ! Laissez-nous, Laissez nous Danser, entre nous, entre nous. Elle l'a fait proclamer partout, eya, Qu'entre ici et la mer, eya, Il ne doit y avoir ni jeune fille ni jeune chevalier, eya, qui ne vienne danser Dans la joyeuse danse. En route, en route, les jaloux ! Laissez-nous, Laissez nous Danser, entre nous, entre nous. Le roi arrive d'ailleurs, eya, Pour mettre un terme à la danse, eya, Parce qu'il a peur, eya, Qu'un autre homme veuille voler La reine d'avril. En route, en route, les jaloux ! Laissez-nous, Laissez nous Danser, entre nous, entre nous. Mais en aucun cas elle ne le laissera faire, eya, car elle n'a que faire d'un vieil homme, eya, Mais plutôt d'un jeune chevalier lascif, eya, qui sait comment réconforter La dame piquante. En route, en route, les jaloux ! Laissez-nous, Laissez nous Danser, entre nous, entre nous. Puis, quiconque la voit danser, eya, Et exhiber son beau corps, eya, pourra dire en vérité, eya, Que le monde n'a pas l'égal De la joyeuse reine. En route, en route, les jaloux ! Laissez-nous, Laissez nous Danser, entre nous, entre nous. |

## Citation
Ottorino Respighi, cite la mélodie dans le premier mouvement de son Trittico botticelliano (it) (1927), intitulé « Le printemps ».